# Un mundo para ellos
Un mundo para ellos fue un programa de televisión, presentado y dirigido por el periodista Santiago Vázquez (acompañado de las presentadoras Isabel Baeza en la primera temporada y Adela Cantalapiedra desde 1980) que se emitió por Televisión española entre 1979 y 1983.

## Formato
El espacio fue definido según la presentación realizada por la cadena de TV que lo emitió como un programa informativo que presenta la problemática entre dos generaciones en un tono positivo y en busca de soluciones al tema generacional y de comprensión mutua entre padres e hijos. Se trataba por tanto de un espacio en el que semanlamente se abordaban asuntos que de una u otra manera afectaban a la convivencia familiar, como salud, educación, vida sexual, ocio, etc. El programa contaba además con el asesoramiento del médico José Mellado.
El programa dependió primero de los servicios informativos de RTVE para pasar en 1982 al área de programas. A lo largo de su andadura televisiva contó con varios redactores: Miguel Espín, Eulalia Sacristán y Gloria Lomana.

## Audiencia
Desde el comienzo de sus emisiones el programa contó con el favor de los espectadores. En una época en la que, con una única cadena de televisión emitiendo en España, no existía la medición de audiencias, se hacía un seguimiento del grado de aceptación de los distintos programas. Así, en durante 1980, Un mundo para ellos se situó como el tercer espacio de televisión mejor valorado en el país, con una puntuación de 8'2 sobre 10, sólo detrás de Más vale prevenir y El hombre y la tierra.